# All Rise (série télévisée)
Pour les articles homonymes, voir All Rise.
All Rise, ou Justice à L.A. au Québec, est une série télévisée américaine en 58 épisodes de 42 minutes créée par Greg Spottiswood et diffusée entre le 23 septembre 2019 et le 24 mai 2021 sur le réseau CBS, ainsi qu'en simultané, sur le réseau CTV au Canada. Une troisième saison est diffusée entre le 7 juin 2022 et le 18 novembre 2023 sur la chaîne spécialisée OWN.
Au Québec, la série est diffusée à partir du 13 avril 2021 sur Noovo. En Belgique, la série est diffusée[Quand ?] sur Tipik. En France, la série est diffusée depuis le 2 octobre 2023 sur TF1.

## Synopsis
Suit les cas et la vie personnelle des juges, procureurs et défenseurs publics dans un palais de justice de Los Angeles.

## Distribution

### Acteurs principaux
- Simone Missick (VF : Anne O'Dolan) : la juge Lola Carmichael
- Wilson Bethel (VF : Anatole de Bodinat) : le substitut du procureur Mark Callan
- Marg Helgenberger (VF : Emmanuèle Bondeville) : la juge Lisa Benner (principale saisons 1 et 2, récurrente saison 3)
- Jessica Camacho (VF : Alexandra Garijo) : Emily Lopez
- J. Alex Brinson (VF : Diouc Koma) : Luke Watkins
- Lindsay Mendez (en) (VF : Marie-Laure Dougnac) : Sara Castillo
- Ruthie Ann Miles (en) (VF : Véronique Picciotto) : Sherri Kansky/Sherri Park
- Lindsey Gort (en) (VF : Noémie Orphelin) : Amy Quinn (récurrente saison 1)
- Audrey Corsa : Samantha Powell (récurrente saison 1)
- Reggie Lee (VF : Pierre Tessier) : Head DDA Thomas Choi (récurrent saison 1)

### Acteurs récurrents et invités
- Peter MacNicol (VF : Yann Guillemot) : le juge Albert Campbell
- Paul McCrane : le juge Jonas Laski (saison 1)
- Todd Williams : Robin Taylor (saisons 1 et 2)
- Christian Keyes : Robin Taylor (saison 3)[5]
- Ryan Michelle Bathe (en) (VF : Marie Bouvier) : Rachel Audubon
- L. Scott Caldwell (VF : Frédérique Cantrel) : Roxy Robinson, mère de Lola
- Brent Jennings (VF : Thierry Desroses) : Charles Carmichael, père de Lola
- Samantha Marie Ware (en) : Vanessa « Ness » Johnson, nouvelle assistante (saison 2)
- Anne Heche : Corrine Cuthbert[6] (saison 2, invitée sason 3)
- Amy Acker (VF : Laëtitia Lefebvre) : Georgia Jennings[7] (saison 2, épisodes 10 et 16)
- Roger Guenveur Smith : Juge Marshall Thomas[5]

 Source et légende : version française (VF) sur RS Doublage

## Production
En mars 2020, le tournage est interrompu après le vingtième épisode en raison de la pandémie de Covid-19. Le mois suivant, la production travaille sur un épisode tourné en temps de pandémie mettant le système de justice sur pause, en utilisant les logiciels de vidéoconférence, et diffusé en tant que 21e épisode. Le 6 mai, la série est renouvelée pour une deuxième saison. La production a promu trois acteurs récurrents de la première saison, soit Lindsey Gort, Audrey Corsa et Reggie Lee.
En mars 2021, Warner Bros Television et CBS renvoient le créateur de la série Greg Spottiswood pour avoir créé un environnement de travail toxique et entraîné au cours des deux saisons le départ de plusieurs scénaristes de couleur qui dénonçaient des scripts jugés racistes. CBS annule la série le 15 mai. En août, la production est en pourparlers avec la chaîne spécialisée OWN pour une éventuelle troisième saison. Vingt épisodes sont commandés officiellement le 29 septembre.
Le 22 août 2023, un an après la diffusion des dix premiers épisodes de la troisième saison, OWN annule la série.

## Épisodes

### Première saison (2019-2020)
1. Madame la juge (Pilot)
2. Suspension! (Long Day's Journey Into ICE)
3. Le Chant de la vérité (Sweet Bird of Truth)
4. Sur le terrain (A View from the Bus)
5. Le Tribunal de l'amour (Devotees in the Courthous of Love)
6. #JusticePourOlivia (Fool for Liv)
7. Tous aux abris! (Uncommon Women and Mothers)
8. Seule au monde (Maricela and the Desert)
9. Rivales d'un jour, rivales toujours (How to Succeed in Law Without Really Re-trying)
10. Se sentir coupable (Dripsy)
11. Procès au pays d'Oz (The Joy from Oz)
12. Terrain glissant (What the Constitution Greens to Me)
13. Les murs ont des oreilles (What the Bailiff Saw)
14. Course contre la montre (Bye Bye Bernie)
15. Opération Cupidon (Prelude to a Fish)
16. Prise d'otage (My Fair Lockdown)
17. Un passé trop présent (I Love You, You're Perfect, I Think)
18. Elle s'appelait Émeraude (The Tale of Three Arraignements)
19. Les poings serrés (In the Fights)
20. Apparences trompeuses (Merrily We Ride Along)
21. #RestonsPositifs (Dancing at Los Angeles)

### Deuxième saison (2020-2021)
Cette saison de 17 épisodes est diffusée depuis le 16 novembre 2020 sur le réseau CBS. Elle aborde directement l'impact de la pandémie de Covid-19 aux États-Unis sur le système de justice et les relations sociales.
1. Du changement dans l'air (A Change Is Gonna Come)
2. Vidéo virale (Keep Ya Head Up)
3. Apparences trompeuses (Sliding Floors)
4. Coup de poker (Bad Beat)
5. Encore une question… (The Perils of the Plea)
6. Rebondissements (Bounceback)
7. L'Accord de réparation (Almost the Meteor)
8. Trophée mortel (Bette Davis Eyes)
9. Folie passagère (Safe to Fall)
10. Le Séminaire (Georgia)
11. La Liste (Forgive Us Our Trespasses)
12. Tourner la page (Chasing Waterfalls)
13. L'amour est une illusion (Love's Illusions)
14. Juge et partie (Caught Up in Circles)
15. Histoires de famille (Hear My Voice)
16. Des papillons dans le ventre (Leap of Faith)
17. Chacun sa route… (Yeet)

### Troisième saison (2022-2023)
Cette dernière saison composée de vingt épisodes est diffusée en deux parties de dix épisodes, la première depuis le 7 juin 2022 et la deuxième à partir du 16 septembre 2023 sur OWN.
1. Lolattitude (Wanna Be Startin' Somethin')
2. Procès de star (The Game)
3. Mensonges et préjugés (Give it Time)
4. Luke vs Mark (Trouble Man)
5. Double ADN (It Ain't Over Till It's Over)
6. Retour à la vie (I'll Be There)
7. L'Épreuve du feu (Through the Fire)
8. Et si… (Lola Through the Looking Glass)
9. Trahisons (Truth Hurts)
10. Chaos (Fire and Rain)
11. Sur la terre des ancêtres (Unwanted Guest)
12. Trafic d'organe (Guilt is a Bully)
13. Les Aveux (Trouble Woman)
14. La Famille avant tout (We Are Family)
15. L'Éveil des consciences (Say Something)
16. Mauvaise influence (After Hours)
17. David contre Goliath (I Will Not Go Quietly)
18. Coupable victime (Pretty Ugly)
19. La pression monte (Come Hell or High Water)
20. Pour le meilleur et pour le pire (Sometimes Truth is Stanger Than Fiction)